# Дітельм Бальке
Дітельм Бальке (нім. Diethelm Balke; 22 вересня 1919, Бохум — 8 травня 2002) — німецький офіцер-підводник, капітан-лейтенант крігсмаріне. Кавалер Німецького хреста в золоті.

## Біографія
9 жовтня 1937 року вступив на флот. З 1 жовтня 1940 року — спостерігач 1-ї ескадрильї додаткової морської авіагрупи, з січня 1941 року — 606-ї групи берегової авіації, з квітня 1941 року — 3-ї ескадрильї 123-ї групи дальньої розвідки. З липня 1941 року — навчальний керівник додаткової ескадрильї 6-ї бомбардувальної ескадри. З 15 березня по 26 вересня 1942 року пройшов курс підводника. З 27 вересня 1942 року — 2-й, з 21 лютого 1943 року — 1-й вахтовий офіцер на підводному човні U-134. З 15 травня по 15 червня 1943 року пройшов курс командира човна. З 29 липня 1943 року — командир U-991, на якому здійснив 1 похід (15 жовтня — 26 грудня 1944). 9 травня 1945 року взятий в полон.

## Звання
- Кандидат в офіцери (9 жовтня 1937)
- Морський кадет (28 червня 1938)
- Фенріх-цур-зее (1 квітня 1939)
- Оберфенріх-цур-зее (1 березня 1940)
- Лейтенант-цур-зее (1 травня 1940)
- Оберлейтенант-цур-зее (1 квітня 1942)
- Капітан-лейтенант (1 січня 1945)

## Нагороди
- Залізний хрест
  - 2-го класу (1940)
  - 1-го класу (1941)
- Комбінований Знак Пілот-Спостерігач (1940)
- Авіаційна планка розвідника в бронзі (червень 1941)
- Нагрудний знак підводника (20 січня 1943)
- Німецький хрест в золоті (29 грудня 1944)